# I Was Made for Lovin' You
Singles de Kiss
You Still Matter to Me
(1979) Sure Know Something
(1979)
I Was Made for Lovin' You est la chanson la plus connue du groupe de hard rock américain Kiss, originellement enregistré sur leur album Dynasty, sorti en 1979. Il a été enregistré comme Face-A de leur premier single de l'album.

## Classement
Aux États-Unis, le single se classe à la 11e position au Billboard Hot 100 la semaine du 11 août 1979 et est certifié disque d'or par la Recording Industry Association of America le 16 août 1979. Au Canada, le single prend la première position, et est récompensé par un disque d'or le 1er août 1979.
En Europe, I Was Made for Lovin' You se classe en 1re position en France et reste classé durant 27 semaines, numéro 1 également aux Pays-Bas et en Belgique. Le single prend également la tête des charts en Nouvelle-Zélande. Dans les autres pays d'Europe, le single se positionne 2e en Allemagne et en Suisse, 6e en Autriche, 10e en Norvège, 19e en Suède et 50e au Royaume-Uni. Dans le reste du monde, le single atteint la 2e position en Afrique du Sud le 3 août 1979.
Selon le site InfoDisc, le single s'est vendu à 595 400 exemplaires en France. Elle est connue pour être un mélange de rock et de disco, ce dernier étant très populaire à ce moment. Kiss obtint un succès instantané avec cette chanson et décida de poursuivre dans cette voie avec un album complet de hard-disco : Dynasty.

## Liste des titres
| A. | I Was Made for Lovin' You | Paul Stanley, Desmond Child, Vini Poncia | Paul Stanley | 7:54 |
| B. | Charisma                  | Gene Simmons, Howard Marks               | Gene Simmons | 4:26 |

| A. | I Was Made for Lovin' You | Paul Stanley, Desmond Child, Vini Poncia | Paul Stanley | 3:57 |
| B. | Hard Times                | Ace Frehley                              | Ace Frehley  | 3:31 |

| A. | I Was Made for Lovin' You | Paul Stanley, Desmond Child, Vini Poncia | Paul Stanley | 3:57 |
| B. | Rock and Roll All Nite    | Paul Stanley, Gene Simmons               | Gene Simmons | 3:31 |

| 1. | I Was Made for Lovin' You | Paul Stanley, Desmond Child, Vini Poncia | Paul Stanley | 4:00 |
| 2. | Beth                      | Peter Criss, Bob Ezrin, Stan Penridge    | Peter Criss  | 2:40 |

## Reprises
- En 1989, la chanteuse suédoise Ankie Bagger a repris la chanson sur son album Where Were You Last Night.
- En 2000, la chanteuse chypriote Ánna Víssi a repris la chanson sur son premier album anglophone Everything I Am.
- En 2000, le groupe allemand Scooter a repris la chanson sur leur album Golden Collection.
- En 2001, le groupe américain Faster Pussycat a repris la chanson sur leur album Between the Valley of the Ultra Pussy.
- En 2002, la chanteuse mexicaine Paulina Rubio a repris la chanson sur son premier album anglophone Border Girl.
- En 2005, le groupe français Dax Riders a repris la chanson sur leur album de reprises Hot.
- En 2005, la chanteuse japonaise Maki Nomiya a repris la chanson sur son album Party People.
- En 2005, le groupe français Watcha a repris la chanson sur leur album Phénix.
- En 2008, la chanteuse norvégienne Maria Mena a repris la chanson sur son album Cause and Effect.
- En 2016, le groupe français Skip the Use reprend la chanson pour l'Euro 2016 sous le titre I was made for lovin' you (My team). Une certaine polémique surgit du fait de l'utilisation de paroles exclusivement en anglais pour une chanson censée être celle des supporters français.
- En 2020, 41 ans après sa création, le groupe de musique électronique italien VINAI composé des producteurs Andrea et Alessandro Vinai et le DJ Français Le Pedre reprennent le titre avec des sonorités électroniques très actuelles.
- En 2024, le chanteur Yungblud a repris la chanson pour la bande originale de The fall Guy

## Adaptations
- Cette chanson a été adaptée en japonais par le duo Wink en 1990 sous le titre Warui Yume, figurant sur leur album Crescent.
- Elle a été adaptée en français par Les Enfoirés en 2010 sous le titre Si l'on s'aimait, si, sur l'album Les Enfoirés... la Crise de Nerfs.
- Elle a également été choisie pour être dans le jeu Just Dance 3 (quator).
- Lordi font un gros clin d’œil à cette chanson à travers le titre de hard-disco Zombimbo (sur l'album Killection : A Fictional Compilation Album) (2020).

## Apparitions dans les médias
- Les Simpson : La Foi d'Homer (Saison 14 : épisode 10)
- Moulin Rouge : quand Satine et Christian sont sur l'éléphant.
- Un amour infini : chanson présente dans une scène du film.
- Quatre enfants occidentaux chantent la chanson dans une publicité télévisée japonaise pour Canon[réf. souhaitée].
- Coca-Cola et Orange reprennent cette chanson dans une de leurs publicités[22].
- La chanson apparait comme un leitmotiv dans le film The Fall Guy sortie en 2024 et réalisé par David Leitch

Dans un épisode de Scooby-Doo
Elle apparaît pendant un combat dans un épisode de la deuxième saison d'Umbrella Academy.

## Charts
| Année                                     | Meilleure position | Nombre de semaines | Récompense | Réf    |
| ----------------------------------------- | ------------------ | ------------------ | ---------- | ------ |
| Afrique du Sud (Mediaguide)               | 2                  | 15                 |            | [ 20 ] |
| Allemagne (GfK Entertainment)             | 2                  | 39                 |            | [ 14 ] |
| Autriche (Ö3 Austria Top 40)              | 6                  | 18                 |            | [ 16 ] |
| Belgique flamande (Ultratop 50 Singles)   | 1                  | 17                 |            | [ 12 ] |
| Canada (RPM)                              | 1                  | ?                  | Or         | ,      |
| États-Unis (Billboard Hot 100)            | 11                 | 16                 | Or         | ,      |
| France (SNEP)                             | 1                  | 27                 | 595 400    | [ 9 ]  |
| Norvège (VG-lista)                        | 10                 | 1                  |            | [ 17 ] |
| Nouvelle-Zélande (Recorded Music NZ)      | 1                  | 24                 |            | [ 13 ] |
| Pays-Bas (MegaCharts)                     | 1                  | 19                 |            | [ 11 ] |
| Royaume-Uni (The Official Charts Company) | 50                 | 7                  |            | [ 19 ] |
| Suède (Sverigetopplistan)                 | 19                 | 1                  |            | [ 18 ] |
| Suisse (Schweizer Hitparade)              | 2                  | 14                 |            | [ 15 ] |